# Journal of the American Oil Chemists’ Society
Das Journal of the American Oil Chemists’ Society, abgekürzt J. Am. Oil Chem. Soc., ist eine wissenschaftliche Fachzeitschrift, die vom Springer-Verlag im Auftrag der American Oil Chemists’ Society veröffentlicht wird. Die erste Ausgabe erschien im Jahr 1924 unter dem Namen Journal of Oil and Fat Industries. Im Jahr 1927 wurde der Name in Oil and Fat Industries geändert, 1932 erfolgte die nächste Änderung in Oil and Soap und 1947 wurde bislang letztmals der Name in Journal of the American Oil Chemists’ Society geändert. Die Zeitschrift erscheint derzeit mit zwölf Ausgaben im Jahr. Es werden Artikel veröffentlicht, die sich mit den Themen Fett, Öl, Ölsaatproteine und verwandte Materialien beschäftigen.
Der Impact Factor lag im Jahr 2014 bei 1,541. Nach der Statistik des ISI Web of Knowledge wird das Journal mit diesem Impact Factor in der Kategorie angewandte Chemie an 32. Stelle von 70 Zeitschriften und in der Kategorie Lebensmittelwissenschaft & -technologie an 54. Stelle von 123 Zeitschriften geführt.